# Paul Sacher
Paul Sacher (Basilea, 28 de abril de 1906 - ibídem, 26 de mayo de 1999) fue un director de orquesta y organizador musical suizo que, convertido por vía matrimonial en multimillonario, dedicó parte de su inmensa fortuna al mecenazgo de la música clásica del siglo XX.

## Biografía
Nacido en una familia modesta, Paul Sacher realizó en su ciudad natal estudios de musicología y de dirección de orquesta, éstos bajo el magisterio de Felix Weingartner. A los veinte años, fundó en 1926 la Orquesta de Cámara de Basilea (Basler Kammerorchester, BKO) con el propósito doble de dar a conocer al público tanto obras anteriores al período clásico como música contemporánea. Como muestra de esta intención, el primer concierto de la BKO, celebrado el 21 de enero de 1927, ofreció un programa con obras de Händel, Bach y Mozart, a las que acompañaba el estreno de una suite' para violonchelo y orquesta de cámara de Rudolf Moser. En junio de 1928 fundó también el Coro de Cámara de Basilea.
En 1933, Sacher fundó, siempre en Basilea, la Schola Cantorum Basiliensis, una institución de investigación, enseñanza e interpretación en el ámbito de la música antigua y anterior al Romanticismo, de la que se convirtió en su primer director. En este campo, Sacher fue un precursor de los criterios historicistas hoy dominantes en la interpretación de la música de esa época, al propugnar "una nueva simplicidad, una vuelta a los orígenes", rechazando frontalmente las formas interpretativas consagradas en su tiempo y que acomodaban la música antigua a fórmulas propias del siglo XIX.
Por esos años, Paul Sacher entabló amistad con el matrimonio formado por Maja Stehlin, escultora y protectora de pintores de vanguardia, y Emmanuel Hoffmann, hijo de uno de los fundadores del consorcio farmacéutico Hoffmann-La Roche. Tras la muerte de Emmanuel por accidente de tráfico, Maja y Paul contrajeron matrimonio en 1934. A través de este enlace, Sacher accedió al Consejo de Administración de la compañía, donde, tras la Segunda Guerra Mundial, adquiriría una posición mayoritaria, lo que le convirtió en uno de los hombres más ricos del mundo.
Su actividad en el mundo de los negocios no disminuyó la consagración de Sacher a la promoción de la música, sino que le dio los medios económicos para potenciarla. Una de las principales vías para ello fue el encargo de obras a compositores contemporáneos, tanto suizos -Conrad Beck, Willy Burkhard, Frank Martin- como internacionales. Uno de sus primeros y más importantes encargos fue el que permitió a Béla Bartók componer una de sus obras más famosas, la Música para cuerdas, percusión y celesta, que estrenó la BKO en el concierto de su décimo aniversario, el 21 de enero de 1937, en unión de otras dos obras encargadas a los citados Beck y Burkhard.
En 1941 fundó el Collegium Musicum Zurich, del que sería director artístico durante más de medio siglo, hasta su disolución en 1992. Este conjunto sería el encargado de estrenar las Metamorphosen de Richard Strauss en 1946. En 1954, Sacher fusionó la Schola Cantorum Basiliensis con el Conservatorio y la Escuela de Música de la ciudad, para formar la Academia de Música de Basilea, que dirigiría hasta su dimisión en 1969.
En su labor cono director de orquesta, Sacher participó con sus orquestas en diversos festivales internacionales, como el de Festival de Glyndebourne y el Festival Internacional de Música de Lucerna. Sus grabaciones más apreciadas son la de la Sinfonía concertante de Frank Martin y la de la Segunda Sinfonía de Arthur Honegger.
En 1973 estableció la Fundación Paul Sacher (Paul Sacher Stiftung), con sede en su ciudad natal, que alberga una de las colecciones más importantes del mundo de manuscritos musicales, la mayoría de ellos adquiridos por el propio Sacher o regalados a él por sus autores. Los fondos incluyen colecciones completas de varios de los compositores más importantes del siglo XX, como Witold Lutoslawski, György Ligeti, Pierre Boulez, Luciano Berio, Anton Webern y muchos otros. Tras una dura puja con instituciones estadounidenses, la Fundación adquirió íntegramente en 1983 el legado de Igor Stravinsky; pero Sacher ya poseía nada menos que el manuscrito original de La consagración de la primavera, con anotaciones de Pierre Monteux, que fue el primer director en interpretarla.
En los últimos años de su vida, Maja Sacher sufrió una larga enfermedad que le privó de sus facultades, y Paul Sacher entabló un relación con una mujer más joven. En una trágica ironía, su nueva pareja murió antes que su esposa (que lo hizo en 1989), pero dejó a Sacher el único hijo que tuvo.
En 1996, año en el que se retiró de la vida pública, Paul Sacher todavía contribuyó a fundar el museo Jean Tinguely, una vez más en Basilea. A su muerte, en 1999, numerosos medios de comunicación le señalaron como el hombre más rico de Europa, con una fortuna calculada en un mínimo de trece mil millones de dólares. En 1988 había sido distinguido con un doctorado honoris causa por la Universidad de Oxford.

## Obras encargadas y dedicadas
Aunque Paul Sacher nunca hubiera cogido una batuta ni fundado una orquesta o institución musical, merecería un lugar en la historia de la música del siglo XX tan solo por el impulso que dieron sus numerosos encargos. Un catálogo publicado con ocasión de su septuagésimo aniversario enumeraba 88 obras que vieron la luz a comisión suya, aunque otras fuentes elevan la cifra total a casi trescientas. Aunque una lista exhaustiva sería imposible, en ella se cuentan obras de Stravinsky (Concierto en re, de 1946, y la cantata A Sermon, a Narrative and a Prayer, de 1961), Bartok (además de la Música para cuerda, percusión y celesta, el Divertimento para cuerda, de 1939, y el Cuarteto n.º 6), Martinu (Doble Concierto, 1940), Honegger (entre otras muchas, la Segunda Sinfonía y la Cuarta Sinfonía, subtitulada Deliciae Basiliensis), Hindemith (Sinfonía "La Armonía del Mundo"), Richard Strauss (Metamorfosis, 1945), Benjamin Britten (Cantata Académica, 1960) y un largo etcétera de compositores, entre ellos Hans Werner Henze, Lutoslawski, Elliott Carter, Wolfgang Rihm y el español Cristóbal Halffter.
En ocasiones, los compositores favorecidos con el mecenazgo de Sacher le rindieron tributo dedicándole obras cuando ya eran compositores bien establecidos. Así, con motivo de su septuagésimo aniversario, su buen amigo Mstislav Rostropóvich encargó a doce compositores del círculo de Sacher otras tantas obras para violonchelo que tuvieran como tema las seis notas que, en notación germánica, forman el nombre de eS-A-C-H-E-Re (mi bemol, la, do, si, mi y re). Entre los doce compositores estaban, además de muchos de los ya citados, Alberto Ginastera, Luciano Berio, Henri Dutilleux Pierre Boulez o Heinz Holliger.
También hubo composiciones en homenaje a Sacher cuando cumplió ochenta años, en esta ocasión por encargo de la ciudad de Basilea. Entre ellas se cuenta un éxito internacional de la música española contemporánea, Tiento de primer tono y batalla imperial, de Cristóbal Halffter. Aunque se trata de una obra neoclásica, que reorquesta sendas composiciones de la música de teclado antigua española (el "Tiento" es de Antonio de Cabezón, del s. XVI, y la "Batalla" de Juan Bautista de Cabanilles, del s. XVII), Halffter se las ingenia para introducir en el contrapunto del "Tiento" las notas del "tema SACHER" y en la orquestación de la "Batalla" incluye un grupo de tambores típicos del carnaval basiliense.